# Klaus Klattenhoff
Klaus Klattenhoff (* 1943) ist ein deutscher Sonderpädagoge und Hochschullehrer.

## Leben
Nach dem Lehramtsstudium war Klattenhoff ab 1973 wissenschaftlicher Assistent an der Pädagogischen Hochschule Oldenburg. Ab 1980 war er Akademischer Rat für „Lernbehindertenpädagogik“ und wurde 1982 zum Dr. phil. promoviert. 1996 habilitierte sich er an der erziehungswissenschaftlichen Fakultät mit dem Schwerpunkt Schulpädagogik und wurde drei Jahre später zum außerplanmäßigen Professor mit dem Arbeitsschwerpunkt Lernbehindertenpädagogik ernannt. Neben seinem Engagement in der Integrationsforschung für behinderte Kinder stellten die Geschichte der Erziehung sowie die Schulpädagogik wichtige Forschungsschwerpunkte dar.
Neben seiner Tätigkeit an der Hochschule nahm Klattenhoff außeruniversitäre Funktionen, etwa in der Stiftung Schulgeschichte der Gewerkschaft Erziehung und Wissenschaft, für die er auch mehrere Bücher als Herausgeber betreute, wahr.
2008 wurde er in den Ruhestand versetzt.

## Schriften (Auswahl)
- Dokumente zur Geschichte der Lehrerschaft in Oldenburg. (1848–1966). Oldenburg 1979, ISBN 3-921904-06-4.
- Öffentliche Kleinkindererziehung. Zur Geschichte ihrer Bedingungen und Konzepte in Oldenburg.  Oldenburg 1982, OCLC 605314775.
- mit Hermann Havekost: Lesen lernen. ABC-Bücher, Fibeln und Lernmittel aus drei Jahrhunderten. Eine Ausstellung im Rahmen der 8. Oldenburger Kinder- und Jugendbuchmesse aus den Beständen der Universitätsbibliothek Oldenburg und aus Privatbesitz, 7. bis 28. November 1982 Stadtmuseum Oldenburg. Oldenburg 1982, ISBN 3-8142-0056-X.
- Individuum und Gesellschaft. Studie mit Beispielen aus der Erziehungsgeschichte. Oldenburg 1996, ISBN 3-8142-1082-4.